# Kater (2016)
Kater ist ein österreichischer Spielfilm aus dem Jahr 2016 von Händl Klaus. Er handelt von einem Liebespaar (dargestellt von Lukas Turtur und Philipp Hochmair), das durch einen gewalttätigen Vorfall aus der Bahn geworfen wird.

## Handlung
Andreas und Stefan bewohnen mit ihrem Kater Moses ein schönes Haus mit großem Garten in den Weinbergen von Hernals. Beide arbeiten (Andreas als Disponent, Stefan als Hornist) in demselben Wiener Orchester. Sie lieben ihre Arbeit, ihren großen Freundeskreis, leben leidenschaftlich ihre Sexualität. Ein unerklärlicher Gewaltausbruch Stefans, das Töten des Katers, erschüttert die Beziehung und das Selbstbild der beiden von Grund auf.
Andreas begräbt Moses allein im Garten. Der Katzentod wird zum Geheimnis des Paares. Andreas zieht sich in der Folge von Stefan zurück und ist über seine Gefühle verunsichert. Beide teilen nicht mehr das Schlafzimmer miteinander. Stefan nimmt therapeutische Hilfe in Anspruch, verzweifelt aber an der Situation und beginnt unter Depressionen zu leiden. Andreas begegnet ihm mit Gewalt. Bei einem Fußballspiel erleidet Stefan eines Tages einen Nervenzusammenbruch und wird von seinen Freunden getröstet. Wiederholt versucht er mit kleinen Gesten, die Liebe von Andreas zurückzugewinnen.
Als sich Stefan bei der Arbeit im Garten eine schwere Augenverletzung zuzieht, kommt sich das Paar allmählich wieder näher. Andreas nimmt Stefans Entschuldigung für den Tod von Moses an. Als eine junge Katze bei den Nachbarn einzieht, und Andreas das Tier mit Stefan spielen sieht, erleidet er einen Nervenzusammenbruch. Andreas gesteht Stefan daraufhin seine Liebe und dass er wieder mit ihm schlafen möchte. Bald schon geht die neue Katze Kathi im Haus ein und aus. Versuche Stefans, sich Andreas wieder körperlich anzunähern, misslingen jedoch. Im gemeinsamen Gespräch werden sie sich schließlich ihrer Angst vor einer Trennung bewusst. Am Ende kommen sich Andreas und Stefan auch körperlich wieder näher.

## Produktion

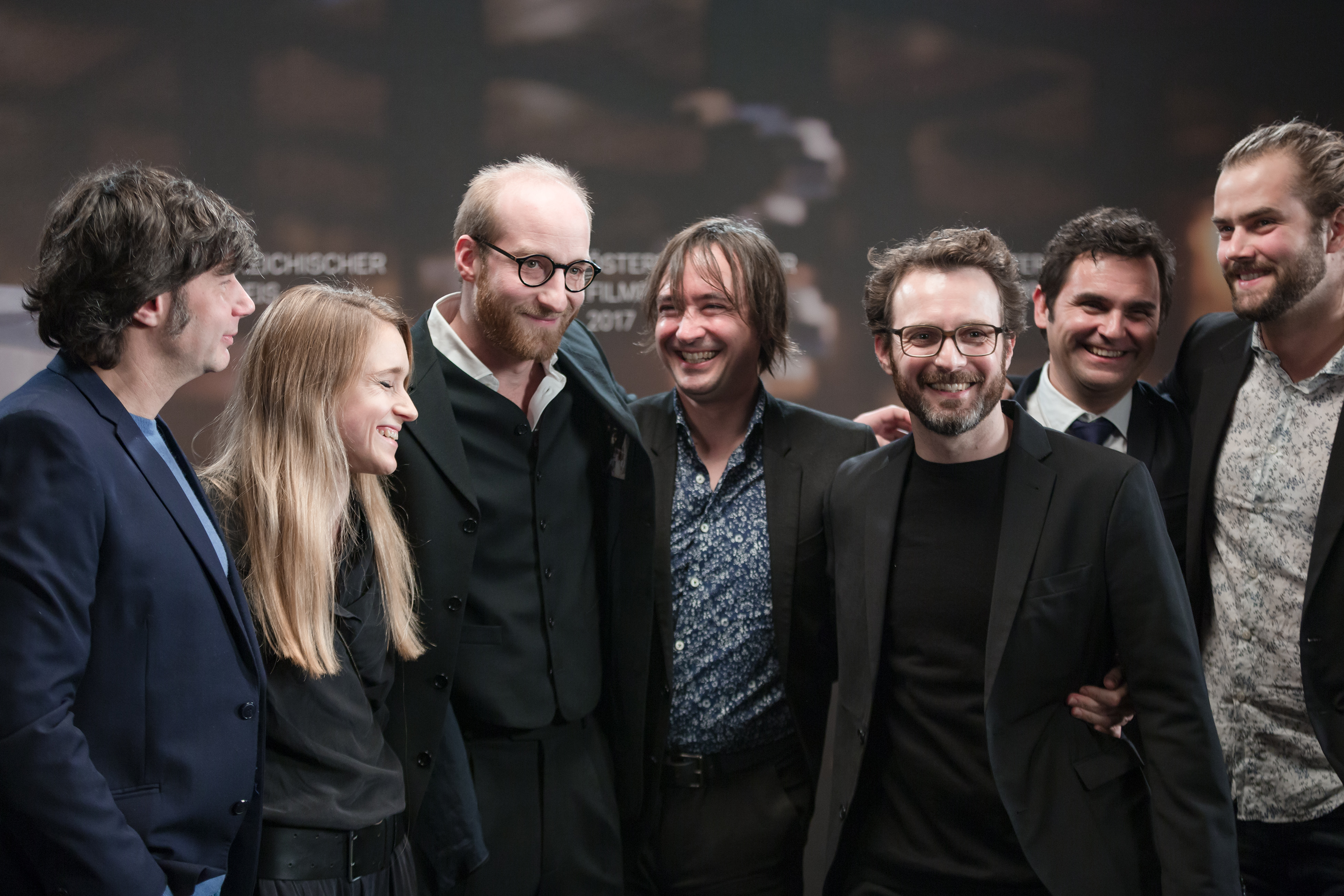
Ein Teil des Filmteams beim Österreichischen Filmpreis 2017

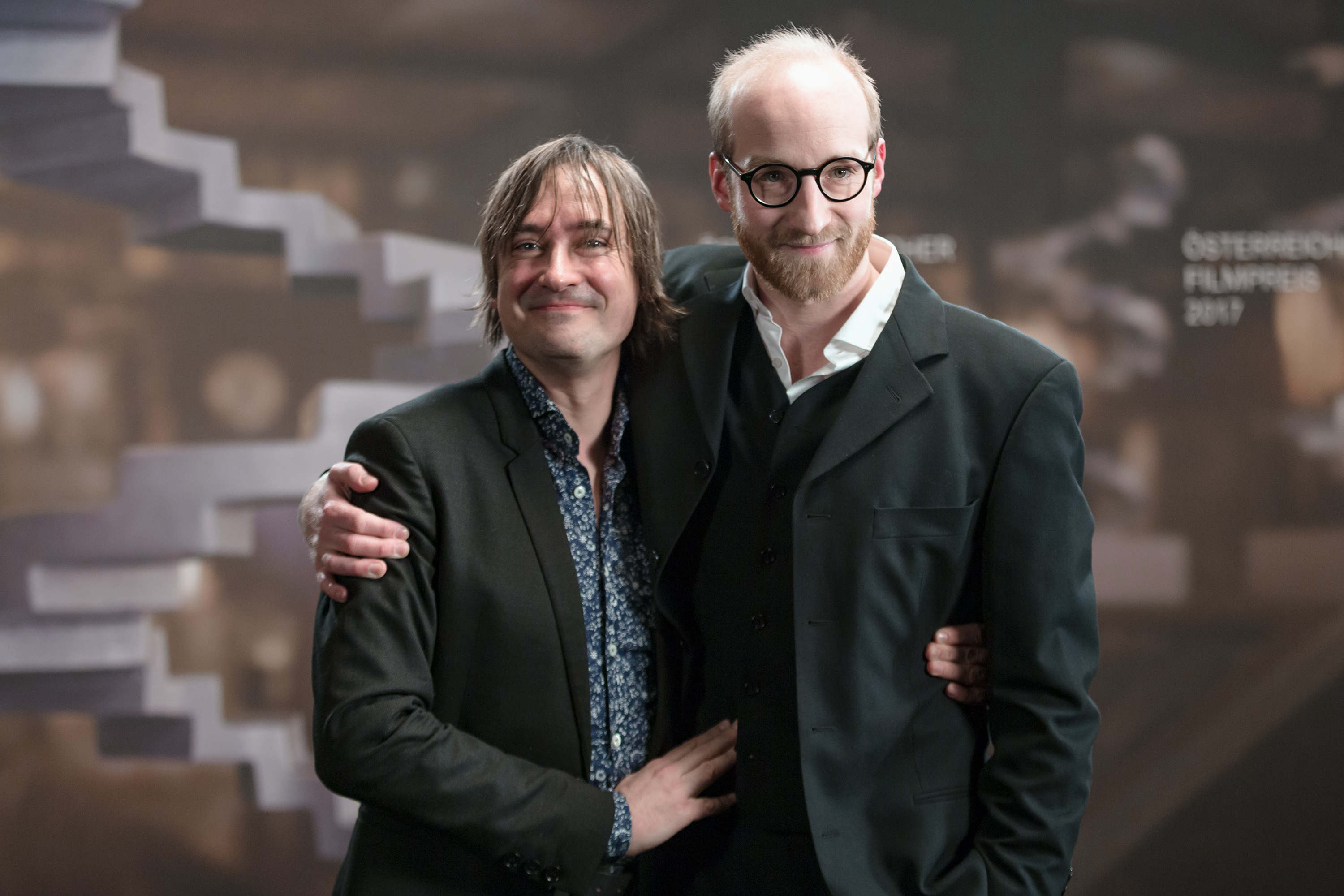
Regisseur und Drehbuchautor Händl Klaus mit Schauspieler Lukas Turtur

Nach März (2008) ist dies der zweite Kinospielfilm von Händl Klaus. Das Drehbuch solle Mensch-Tier-Beziehungen sowie die Frage nach Schuld innerhalb von Liebesbeziehungen thematisieren: „Die Frage, wie wir miteinander leben, treibt mich sehr um. Wie ist es möglich, dass man doch am andern festhält, wenn er schuldig geworden ist?“ Händl schrieb das Drehbuch ursprünglich über ein heterosexuelles Liebespaar, entschied sich während der Besetzung der Rollen aber um, weil die Kräfte bei einem homosexuellen Liebespaar gleicher verteilt sein können und dadurch die Geschichte selbst mehr wie eine Parabel erzählt werden könne.
Die Dreharbeiten fanden von Februar 2014 bis März 2015 in Wien statt. Unterstützt wurde der Film vom Österreichischen Filminstitut, dem Filmfonds Wien, der Berner Filmförderung und von Filmstandort Austria, beteiligt war der Österreichische Rundfunk. Produziert wurde der Film von coop99. Für den Ton zeichnete Klaus Kellermann verantwortlich, für das Kostümbild Tanja Hausner und für das Szenenbild Enid Löser.

## Veröffentlichung
Die Premiere erfolgte am 13. Februar 2016 im Rahmen der 66. Internationalen Filmfestspiele Berlin in der Sektion Panorama Special. In Österreich wurde der Film am 1. November 2016 im Rahmen der Viennale gezeigt. Der Kinostart erfolgte in Österreich am 4. November 2016 und in Deutschland am 24. November 2016.
Der Film wurde 2017 im Rahmen der Edition österreichischer Film von Hoanzl und dem Standard auf DVD veröffentlicht.

## Auszeichnungen
- 2016: Teddy Award – Bester Spielfilm
- 2016: Hongkong International Film Festival – Jury Prize – Young Cinema Competition[6]
- 2016: TLVFest – International LGBT Film Festival (Tel Aviv) – Honorable Mention for a Narrative Feature[7]
- 2016: Madrid International Lesbian Gay and Transsexual Film Festival – Best Script Award
- 2017: Österreichischer Filmpreis 2017 –  Nominierungen in den Kategorien Bester Spielfilm, Beste Regie, Bestes Drehbuch, Beste Kamera und Bester Schnitt[8]
- 2017: Thomas-Pluch-Drehbuchpreis – Hauptpreis[9][10]
- 2017: Diagonale – Schauspielpreis für Philipp Hochmair[11]

## Rezeption
Die Tageszeitung Die Presse lobte den Film als Liebesfilm von großer Intensität und scharf beobachtende Charakterstudie und schrieb: Es ist ein kurzer Moment, der alles verändert, er kommt unangekündigt und ist schon vorbei, bevor man realisiert hat, was passiert ist. Ein Gewaltausbruch, mehr sollte nicht verraten werden, der fernab von Hollywood-Schockeffekten erschreckend ist, weil er Grundsätzliches infrage stellt: Sind wir immer wir selbst? Schlummert in jedem von uns ein unberechenbares Element? Kennt man den Menschen, den man liebt, kennt er sich selbst? Und: Wie viel kann die Liebe aushalten?
Das Nachrichtenmagazin Profil schrieb Den psychologischen Hintergrund einer unerklärlichen Gewalttat, die das beschauliche Leben des Paares jäh zerreißt, leuchtet der Regisseur kühn aus, ohne zu einfachen Antworten zu finden. Und er gibt auch den physischen Aspekten dieser erschütterten Beziehung breiten Raum, scheut vor explizit sexuellen Bildern nicht zurück.,  bemängelte jedoch die zu forcierte, zu sehr geschriebene Story und urteilte: Mit der Vielzahl an spannenden Fragen, die er aufwirft, überfordert Händl sich und seinen Film, der als ästhetisch-moralisches Experiment seine Meriten, aber nicht ganz die nötige narrative Konsequenz besitzt.
Die Schweizer Tageszeitung Der Bund meinte: Fast möchte man die schwachen seismischen Bewegungen nicht wahrhaben, die auf das Zerbrechen dieses Idylls hindeuten. (...) Es ist ein Einbruch der Gewalt, das kurze Aufklaffen eines Abgrunds und der Moment, welcher der Vertrautheit zwischen den Liebenden das Rückgrat bricht. Danach ist alles anders. Während vorher die Körper weich waren, anschmiegsam und warm, so stehen die beiden Männer nun wie Monolithen in den kühl scheinenden Räumen, und zwischen ihnen ist Schweigen.
Der Spiegel Online bilanzierte: Der Film, und das ist das Überraschende und Tolle, behält seinen zärtlichen Blick auf die häuslichen Szenen seines Paars bei. Ihn interessiert, wie die beiden Männer, wie ihre Körper mit der Krise umgehen. Gleichzeitig zieht er leise Dissonanzen aus dem Horrorfilm-Repertoire ein, die den hilflosen Versuchen der beiden, ihre Verunsicherungen aufzulösen und den Beziehungsschönklang wieder herzustellen, seltsam vergeblich erscheinen lassen. Das Haus, das bislang nur eine rahmende Geborgenheit für die Körper herstellte, lässt diese nun hinter Treppen, Türsprüngen und verschlossenen Räumen füreinander unsichtbar werden. Der Garten wird zum Unfallort. Die Berührungen kitzeln. Der Sex findet allein und abgewandt von der Kamera statt. Katzen schreien in der Nacht.
Die Furche (Wochenzeitung) sprach von einer Metapher des Menschseins: Der Film handelt vom Paradies (auch darum die explizite Nacktheit der Protagonisten) und vom Verlieren desselben. Und „Kater“ erzählt vom Ansinnen zweier Männer, es wiederzuerlangen. In der biblischen Paradieserzählung geht es um Adam und Eva, hier, vielleicht schon postreligiös, um Adam und Adam.